# Chugul Island
Chugul ist eine kleine Insel in der Mitte der Andreanof Islands, die zu den Aleuten gehören. Neben Chugul gibt es noch weitere kleine Inseln, die in der Seestraße zwischen Adak und Atka liegen. Die beiden nächstgelegenen Inseln sind Igitkin und Tagalak. 